# Physalaemus insperatus
Physalaemus insperatus är en groddjursart som beskrevs av Cruz, Cassini och Ulisses Caramaschi 2008. Physalaemus insperatus ingår i släktet Physalaemus och familjen Leiuperidae. IUCN kategoriserar arten globalt som otillräckligt studerad. Inga underarter finns listade i Catalogue of Life.